# Euryglossina leyburnensis
Euryglossina leyburnensis är en biart som beskrevs av Exley 1983. Euryglossina leyburnensis ingår i släktet Euryglossina och familjen korttungebin. Inga underarter finns listade i Catalogue of Life.

## Bildgalleri

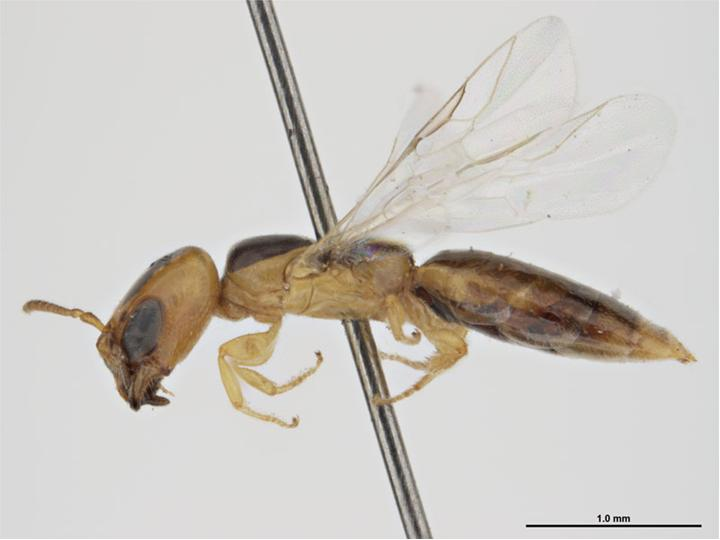
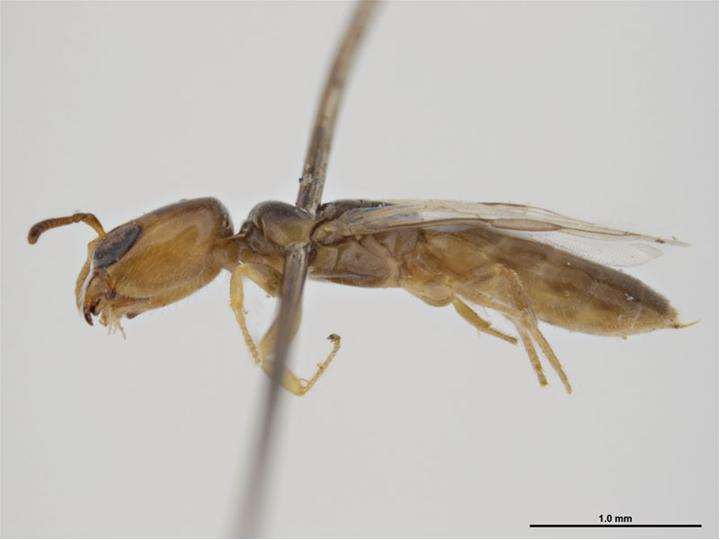
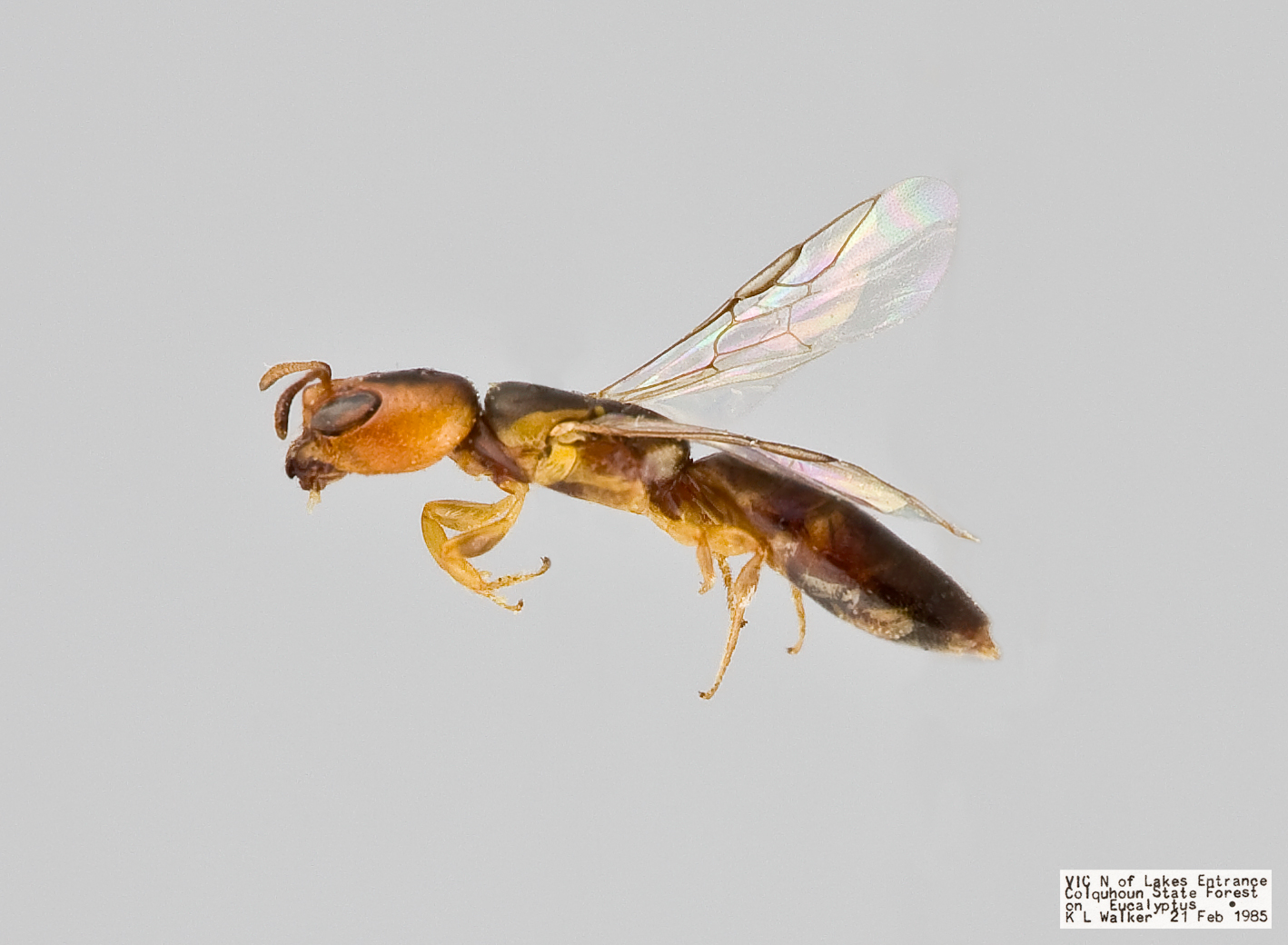